# Baden-Württemberg-Stipendium
Das Baden-Württemberg-Stipendium (eigene Schreibweise: Baden-Württemberg-STIPENDIUM) der Baden-Württemberg Stiftung wendet sich an Schüler, eingeschriebene Studierende und Postgraduierte aller Fachrichtungen an staatlichen baden-württembergischen Hochschulen und deren internationalen Partnerhochschulen sowie Berufstätige mit nicht-akademischem Abschluss. Dabei werden gute bis sehr gute Bewerber gefördert. Ziel ist es, durch einen Studien-/Forschungsaufenthalt im Ausland oder in Baden-Württemberg die fachliche und interkulturelle Kompetenz der Stipendiaten zu erweitern.
Das Baden-Württemberg-Stipendium besteht aus sechs Programmlinien:
Für Studierende
- Ziel dieses Programms ist es, den internationalen Austausch von hoch qualifizierten deutschen und ausländischen Studierenden zu fördern. Darüber hinaus werden Kontakte zwischen baden-württembergischen und internationalen Hochschulen gestärkt.

Für Schüler
- Im Rahmen dieses Programms werden Schüler im Alter von 14 bis 18 Jahren mit einem Auslandsstipendium unterstützt: So wird es den Stipendiaten ermöglicht, ein Schuljahr lang über den eigenen Tellerrand zu schauen, neue Freundschaften zu schließen und Fremdsprachenkenntnisse auszubauen. Der Fokus dieses Programms liegt auf den Ländern Mittel- und Osteuropas.

Für Berufstätige
- Das Baden-Württemberg-Stipendium für Berufstätige fördert Auslandsaufenthalte in Form von Betriebspraktika, und/oder schulischen Weiterbildungen. Bewerben können sich Interessierte aus Baden-Württemberg und Berufstätige aus dem Ausland mit überdurchschnittlich gutem, nicht-akademischem Abschluss.

Weitere Förderprogramme
- Das Walter-Hallstein-Programm fördert europabezogene Praktika und Studienaufenthalte.
- Die Projektlinie Andássy-Universität in Budapest fördert Studienaufenthalte in Ungarn und Baden-Württemberg.
- Die Projektlinie Filmproduktion fördert die Teilnahme von Studierenden der Filmakademie Ludwigsburg an einem Workshop in Los Angeles oder an der französischen Filmhochschule La Fémis in Paris.

Zur weiteren Unterstützung dieser Aktivitäten der Baden-Württemberg Stiftung wurde Ende 2003 der Verein der Stipendiaten und Freunde des Baden-Württemberg-STIPENDIUM e. V. gegründet.